# Limmareds station
Limmareds station är en järnvägsstation i Limmared som ligger vid Kust till kust-banan. Stationen öppnade 1902. Vid stationen stannar regionaltåg (SJ Regional) som går mellan Göteborg C och Kalmar C. Vänthall finns tillgängligt i närbelägna Glasets Hus. Under perioden 1904-1959 var Limmareds station ändstation för den smalspåriga Falkenbergs Järnväg, också kallad "Pyttebanan", som gick mellan Falkenberg och Limmared. Det fanns även en järnväg mellan Falköping och Landeryd i stationens tidigare historia, den så kallade Västra centralbanan.

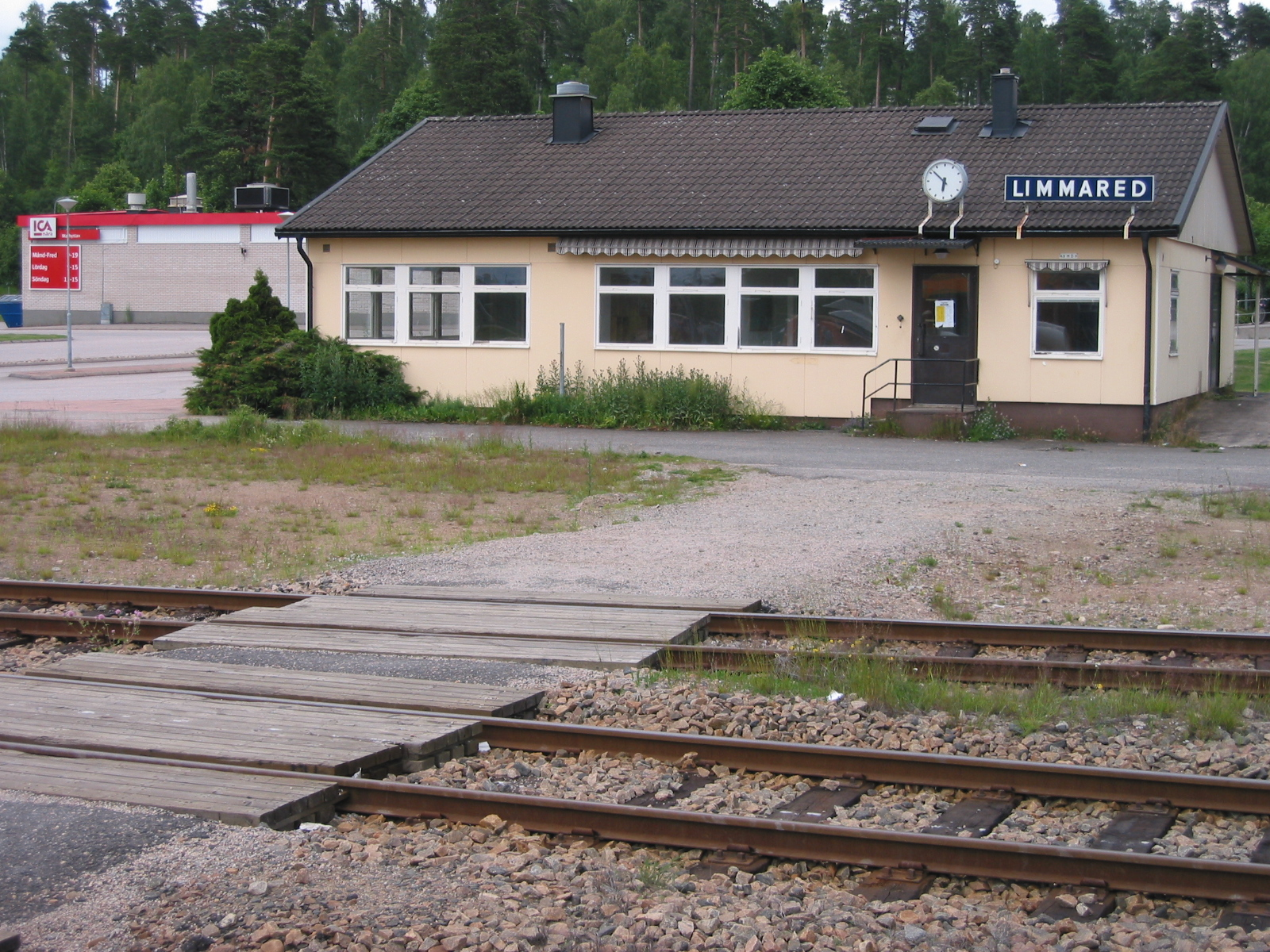
Limmareds stationshus mellan 1963 och 2012